# Nosophora insignis
Nosophora insignis là một loài bướm đêm trong họ Crambidae.